# Grabowa (Nowy Sącz)
Grabowa – dawna osada, obecnie niestandaryzowana część miasta Nowy Sącz, położona na północy miasta, w rejonie ulic Grabowej i Barskiej.

## Historia
Historia Grabowej powiązana jest z Naściszową. Leżała na południe od Naściszowej, nad małym potokiem wpadającym do Łubinki. Grabowa zawdzięcza swoje powstanie mieszczanom sądeckim, którzy wyrabiali sobie w różnych czasach prawa sołtysów. Należała do parafii Wielogłowy.
1 sierpnia 1934 weszła wraz z Naściszową w skład nowo utworzonej zbiorowej gminy Nowy Sącz w powiecie nowosądeckim w województwie krakowskim.
2 lutego 1977 wyłączana ze zniesionej gminy Nowy Sącz i włączona wraz z południową częścią Naściszowej do Nowego Sącza (łącznie 125 ha). Pozostałą część Naściszowej włączono tego samego dnia do gminy Chełmiec.